# Crittenden (Kentucky)
Crittenden – miasto w Stanach Zjednoczonych, w stanie Kentucky, w hrabstwie Grant.